# سید امیر علی
سید امیر علی (۱۸۴۹ – ۱۹۲۸) سیاست‌مدار اهل هند بود. او از جمله مورخان مدرن تاریخ اسلام نیز به‌شمار می‌رود و کتاب‌های تأثیرگذاری در این خصوص نوشته‌است. از او به خاطر تأثیر چشمگیری که در سیستم حقوقی هند داشته، به خصوص از جهت ورود احکام اسلام به قوانین این کشور، یاد می‌گردد.